# Cierva C.24
Die Cierva C.24 (auch de Havilland C.24) war ein Kabinen-Tragschrauber der 1931 in einem Exemplar in Großbritannien bei der de Havilland Aircraft Company konstruiert und gebaut wurde. Lediglich das Rotorsystem stammte von der Cierva Autogiro Company. Der Entwurf wurde vom Werk nicht in die Reihe der Havilland-Bezeichnungen aufgenommen, sodass die gelegentlich anzutreffende Bezeichnung D.H.24 nicht zutreffend ist. Hierunter führte de Havilland einen nicht weiter verfolgte Entwicklung der D.H.18.

## Geschichte

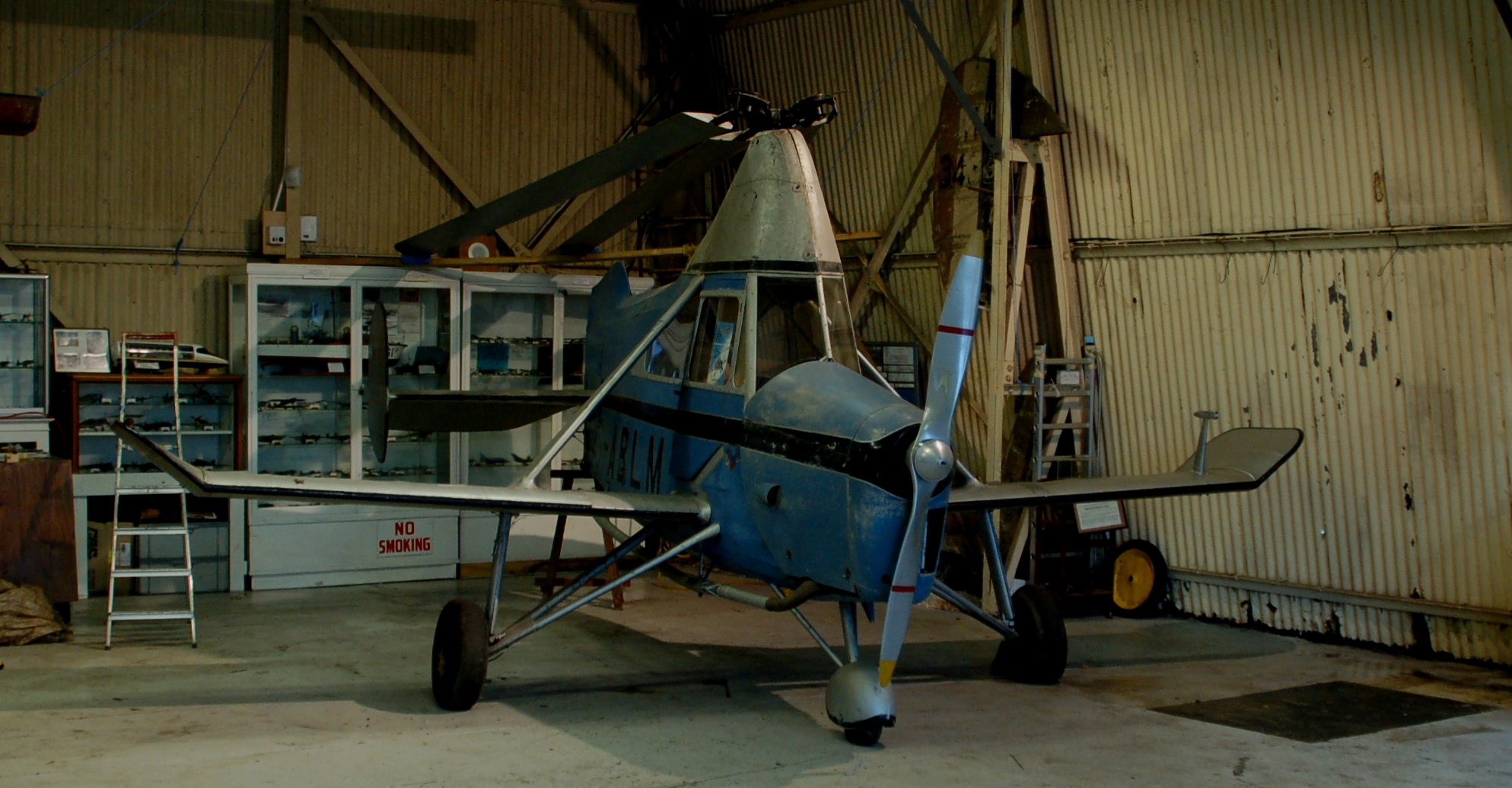
C.24 im Jahr 2011

Ziel der Entwicklung eines Tragschraubers waren für de Havilland Vergleichsuntersuchungen mit dem sich in Serienproduktion befindlichen Starrflügelflugzeug DH.80 Puss Moth. Die Endkonstruktion wurde von Charles Wilkins durchgeführt, der 1928 als rechte Hand des Chefkonstrukteurs von de Havilland R.E. Bishop seine Arbeit aufgenommen hatte. Den Bau, der Ende August 1931 abgeschlossen wurde, führten de Havilland-Studenten in Stag Lane durch. Charakteristisches Kennzeichen der C.24 sind die hoch aufragende Verkleidung des Rotorpylons, das für Tragschrauber bis dahin ungewöhnliche Bugradfahrwerk und eine durch die Tandemsitzanordnung bedingte schmale Frontansicht. Der Rumpfform erinnerte dabei an eine in der Längsachse gestauchte Puss Moth.
Wie die Puss Moth hatte auch die C.24 einen 120 PS leistenden de-Havilland-Gipsy-III-Motor als Antrieb. Die kurzen Tragflächen hatten nach oben abgewinkelte Enden und waren gegen den Rotorpylon abgestrebt. Die Maschine besaß ein konventionelles Leitwerk, wobei der in einer scharfen Kante auslaufende Rumpf am Ende ein Seitenruder besaß. Auf eine Höhenruderflosse wurde verzichtet, da man annahm, dass das schlanke Rumpfheck genügend Richtungsstabilität liefern würde.
Der Erstflug erfolgte im September 1931 auf dem de Havilland Werksflugplatz in Stag Lane und wurde, wie bei allen Erstflügen von Cierva-Tragschraubern üblich von Juan de la Cierva selbst durchgeführt. Schon bei den ersten Flügen war die ungenügende Richtungsstabilität erkennbar, sodass der sehr kurze Rumpf verlängert und die Ruderflächen vergrößert werden mussten. Letzteres geschah durch die Ergänzung einer Seitenruderflosse und das Anbringen von Endscheiben am Höhenruder. Die so veränderte Maschine führte Cierva am 19. November 1931 zusammen mit der C.19 Mk.IV bei der Eröffnung seiner Tragschrauber Service-Station in Hanworth der Presse vor. Jedoch zeigte die C.24 im Vergleich mit der C.19 bei dieser Gelegenheit die deutlich schlechteren Leistungswerte.
Ihre Musterzulassung erhielt die C.24 am 23. April 1932. Das Luftfahrzeugkennzeichen G-ABLM war ihr schon vorher zugeteilt worden. Vom 27. Mai bis 9. Juni 1932 unternahm de la Cierva mit der Maschine eine europäische Verkaufstour, wobei 2400 km zurückgelegt wurden. Besuchte Länder waren u. a. Spanien, Deutschland und die Niederlande.
Bei der Teilnahme am London-Newcastle Air Race im August 1932 erreichte die G-ABLM bei 18 Startern den sechsten Platz mit der für einen Tragschrauber relativ hohen Durchschnittsgeschwindigkeit von 166 km/h, wurde dabei aber von älteren Moth-Typen übertroffen. Am 18. Oktober 1932 war die C.24 in einen Unfall verwickelt, und es ist zweifelhaft, ob sie danach je wieder geflogen ist.
Eine Serienfertigung des Musters fand nicht statt, da es gegenüber den bereits in Produktion befindlichen Starrflügelflugzeugen aus dem de-Havilland-Programm keine nennenswerten Vorteile bot. Darüber hinaus war das Werk bereits weitgehend mit dem Serienbau von Puss Moth und Tiger Moth ausgelastet.

## Konstruktion
Die Struktur des vorderen Rumpfteils war eine Stahlkonstruktion, während der hintere Teil und das Leitwerk aus Holz aufgebaut war. Insgesamt war der Rumpf stoffbespannt. Der Dreiblattrotor war faltbar ausgeführt. Die Blätter besaßen ein RAF 34 Profil und bestanden aus einem Stahlrohrholm einem Kern aus Kiefernholz und Balsablöcken, die das Profil bildeten. Vor dem Start wurde der Rotor durch eine Abtriebswelle an der Rückseite des Gipsy III innerhalb von 50 s auf eine Drehzahl von etwa 200 min−1 gebracht. Mit Beginn der Vorwärtsbewegung des Tragschraubers wurde die Antriebswelle ausgekuppelt.
Die Tragflächen mit einer Spannweite von 5,95 m waren eine zweiholmige Holzkonstruktion. Die über die ganze Spannweite reichenden Querruder besaßen einen Metallrohrholm. Das feste Bugradfahrwerk hatte Bendix-Räder mit Niederdruckreifen und Bendix-Bremsen. Wegen der üblichen Landetechnik mit stark angehobener Nase besaß das Rumpfheck einen Gleitsporn als Schutzvorrichtung. Der Einstieg für die beiden hintereinander sitzenden Passagiere erfolgte über eine Tür auf der rechten Seite. Es war zwar eine Doppelsteuerung vorgesehen, die Instrumente befanden sich jedoch sämtlich im vorderen Cockpit.
Der verwendete Gipsy III war für den zeitweisen Rotorantrieb von Frank Halford modifiziert worden. Halford hatte bereits vorher einen ADC-Motor in gleicher Weise für die Verwendung im Cierva C.11 nachgerüstet.

## Verbleib
Im September 1935 schenkte de Havilland die C.24 dem London Science Museum, wo sie eine Zeitlang ausgestellt war, dann aber eingelagert wurde. Erst bei einem Flugtag auf dem Flugplatz RAF Hendon stellte man sie im Juli 1951 wieder aus, wobei jedoch der Motor fehlte. In den 1960er Jahren wurde sie der Aeronautical Technical School von Hawker Siddeley Aviation übergeben, wo sie wieder für statische Ausstellungen aufbereitet werden sollte. Es wurde ein Ersatztriebwerk und eine neue Triplex-Scheibe eingebaut, die ursprüngliche Stoffbespannung jedoch beibehalten. Im Februar 1974 wurde die C.24 wieder formal dem Science Museum übergeben, verblieb aber tatsächlich im Mosquito Aircraft Museum von de Havilland in Salisbury Hall. Der heutige Name des Museums ist de Havilland Aircraft Museum.

## Technische Daten
| Kenngröße                      | Daten                                                                                     |
| ------------------------------ | ----------------------------------------------------------------------------------------- |
| Besatzung                      | 2                                                                                         |
| Länge                          | 6,10 m (7,22 m mit gefaltetem Rotor)                                                      |
| Rotordurchmesser               | 10,37 m                                                                                   |
| Spannweite (feste Tragflächen) | 5,95 m                                                                                    |
| Höhe                           | 2,72 m                                                                                    |
| Leermasse                      | 581 kg                                                                                    |
| max. Startmasse                | 817 kg                                                                                    |
| Höchstgeschwindigkeit          | 184 km/h                                                                                  |
| Reisegeschwindigkeit           | 152 bis 160 km/h                                                                          |
| geringste Horizontalgeschw.    | 40 km/h                                                                                   |
| Startstrecke                   | 40 m                                                                                      |
| Landestrecke                   | 0 bei normalen Bedingungen                                                                |
| Reichweite                     | 560 km bei 155 km/h                                                                       |
| Triebwerk                      | 1 × Vierzylinder-de-Havilland-Gipsy-III-Reihenmotor mit einer Leistung von 120 PS (88 kW) |